# Legile de la Nürnberg
Din 1933 până în 1939 Partidul Nazist și-a ținut congresele anuale la Nürnberg. Legile de la Nürnberg sau Legile rasiale de la Nürnberg au fost adoptate în Germania Nazistă la 15 septembrie 1935, cu ocazia celui de-al șaptelea congres al partidului. Prin aceste legi a fost conferită o bază juridică pentru ideologia rasistă și antisemită a statului german, condus la acea vreme de național-socialiști.
Cele trei legi adoptate în pachetul legislativ de la Nürnberg au fost:
- "Legea pentru protecția sângelui" (în germană Blutschutzgesetz), care interzicea căsătoriile și raporturile sexuale între evrei și neevrei,
- "Legea cetățeniei Reichului" (în germ. Reichsbürgergesetz) și
- "Legea stindardului Reichului" (în germ. Reichsflaggengesetz).